# Jan Storm
Jan Storm (Brussel, ca. 1425 - Brussel, 3 mei 1488) was een augustijner koorheer, priester en illuminator.

## Leven
In 1447 werd Jan Storm regulier kanunnik en trad hij in de priorij van Onze-Lieve-Vrouw-Ten-Troon in Grobbendonk die verbonden was aan de spil van de Moderne Devotie: het Kapittel van Windesheim. Jan Storm kon toen ook al knap boeken verluchtigen. Uiteindelijk werd hij er prior. Ook werd hij aangesteld als rector van Ter Cluysen in het Zoniënwoud bij Eigenbrakel, vlak bij de Priorij van Zevenborren.
In Brussel trachtte hij het burgerlijk en geestelijk bestuur ervan te doordringen dat de Magdalenazusters van Barbara van Masenzele zich in zijn optiek schandelijk gedroegen en dat hun gedrag de stad Brussel en omstreken niet tot eer strekte. Toen Jan Storm hiervan slechts lauwe reacties ondervond, wendde hij zich tot hertogin Isabella van Portugal (1397-1472). Zij beval hem aan bij haar gemaal Filips de Goede, waarna de nonnen in 1456 het klooster van de hand moesten doen aan de broeders van Ter Cluysen (waar Jan Storm ook rector van was). Hiermee ontstond het Brusselse regularissenklooster Onze Lieve Vrouw ter Rosen gheplant in Jericho waaraan Jan Storm tot aan zijn dood verbonden bleef, als onder meer rector en geestelijk leidsman.

## Publicaties
De oorspronkelijke preken voor zon- en kerkelijke feestdagen die Jan Storm in het Middelnederlands zelf schreef zijn maar deels bewaard gebleven en bovendien waarschijnlijk nooit op exact die wijze uitgesproken. Wel zijn er twee gecompileerde bundels met volledige preken overgeleverd. Eén bevindt zich in zowel universiteitsbibliotheek van de Universiteit Gent als de Koninklijke Bibliotheek van België, de tweede alleen in de laatste.